# Torri Webster
Torri Alice Webster (* 12. August 1996 in San Diego, Kalifornien) ist eine US-amerikanische Schauspielerin, die vor allem durch die Hauptrolle der Tess Foster in der Fernsehserie Allein unter Jungs bekannt wurde. 

## Karriere
Torri Webster besuchte die Wexford Collegiate School for the Arts in Scarborough in der kanadischen Provinz Ontario. 2010 gab Webster in dem Fernsehfilm The Town Christmas Forgot, in dem sie die Rolle der Trish Benson spielte, ihr Schauspieldebüt. Seit 2011 spielte Webster in der kanadischen Fernsehserie Allein unter Jungs (Originaltitel: Life With Boys) die Hauptrolle der Tess Foster, die sie in 41 Folgen verkörperte. 2012 wirkte sie zudem in dem Film Jesus Henry Christ mit. 2013 gewann sie einen Young Artist Award in der Kategorie Beste Hauptdarstellerin in einer Fernsehserie für ihre Arbeit in Allein unter Jungs.

## Filmografie
- 2010: The Town Christmas Forgot (Fernsehfilm)
- 2011–2013: Allein unter Jungs (Life with Boys, Fernsehserie)
- 2012: Jesus Henry Christ
- 2016: Das Königreich der Anderen (The Other Kingdom, Fernsehserie)
- 2022: Star Trek: Strange New Worlds (Fernsehserie, Folge 1x05)